# Louis Agassiz Fuertes
Louis Agassiz Fuertes (1874-Ithaca, Nueva York, 1927) fue un ornitólogo, ilustrador y artista estadounidense.

## Su vida y sus trabajos

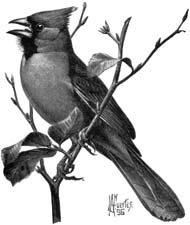
Cardenal rojo, para Citizen Bird (1897).

Fuertes decidió concentrarse en la pintura de aves como una carrera después de la reunión Coues Elliott en 1894.
Mientras que en un viaje a Washington D. C. con la Universidad de Cornell, él recibirá el primero de sus numerosos encargos para ilustrar las aves. 
Fue elegido Jefe de la Sociedad de la Esfinge, la más antigua sociedad de honor superior en la Universidad. En 1899, acompañó E. H. Harriman en su famosa exploración de la costa de Alaska. A raíz de esto, Fuertes se viaje en gran parte de los Estados Unidos y muchos países en la búsqueda de aves, incluyendo las Bahamas, Jamaica, Canadá, México, Colombia y Etiopía. 
Fuertes colaboró con Frank Michler Chapman, curador del Museo de Historia Natural, en muchas tareas incluyendo la investigación de campo, dioramas de fondo en el museo, y la ilustración de libros. Mientras en una expedición en México, Fuertes descubrió una especie de oriol. 

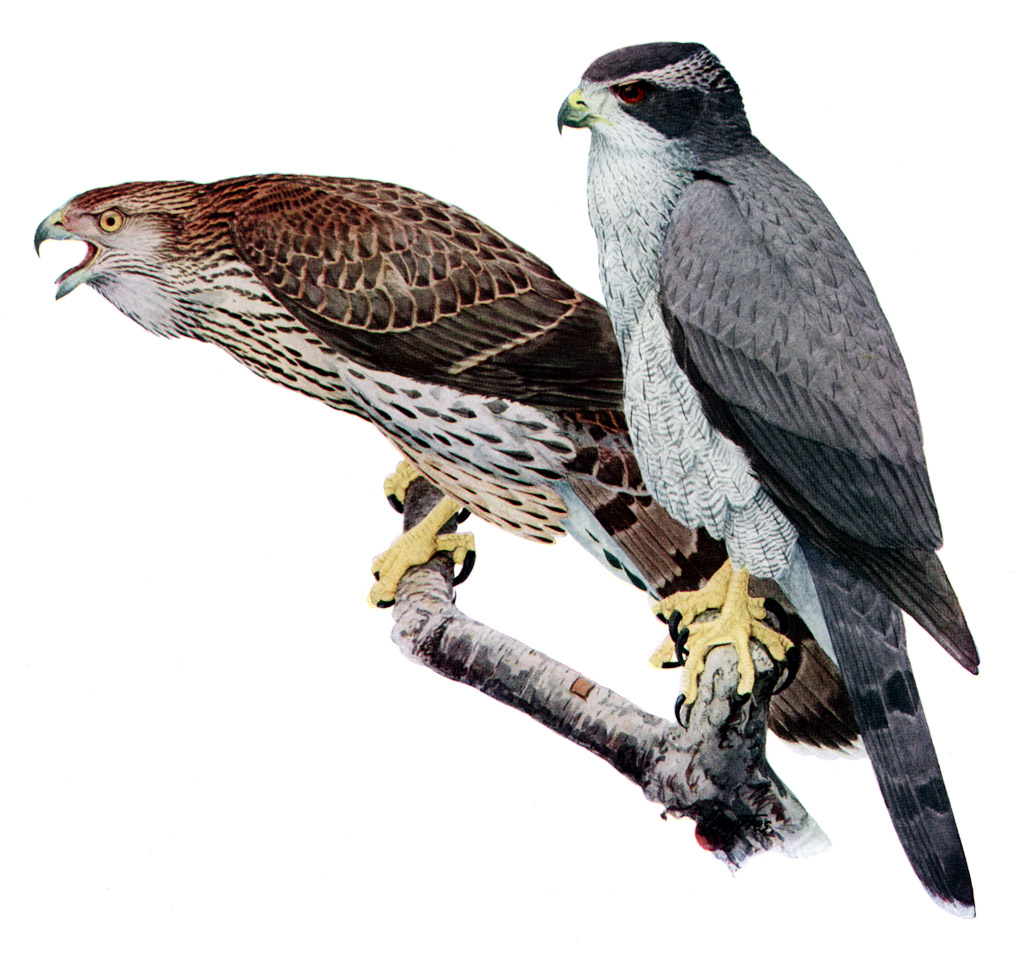
Pareja de azores Accipiter gentilis.

En 1926 al 27 participó en el Field Museum de Illinois en Chicago y de la expedición a Abisinia (Etiopía) dirigida por Wilfred Hudson Osgood. Fue entonces donde produciría algunos de sus más exquisitas acuarelas de aves y mamíferos, como resultado de este viaje. 
Falleció en un accidente poco después de regresar a su hogar en Ithaca, Nueva York. Fuertes ejerció una gran influencia en muchos artistas de la vida silvestre, entre ellos George Miksch Sutton, Roger Tory Peterson y Jorg Khun.

## Algunos trabajos

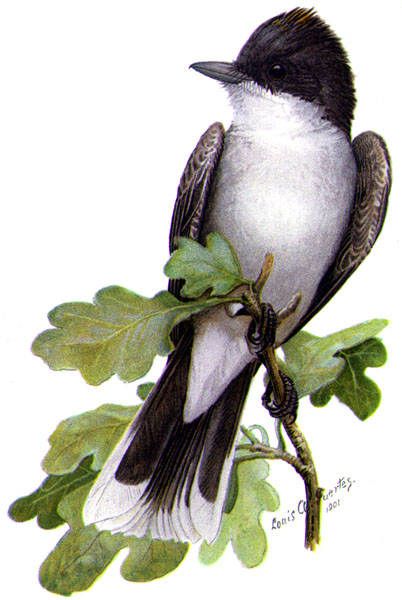
Ave Rey de Oriente para The Second Book of Birds (El Segundo Libro de las Aves) de 1901
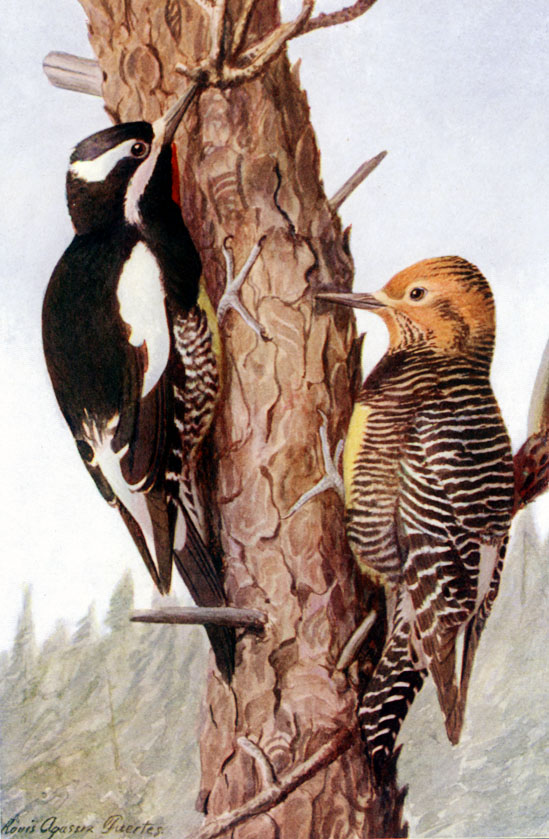
pájaros carpinteros americanos para Birds of the Rockies (1902)
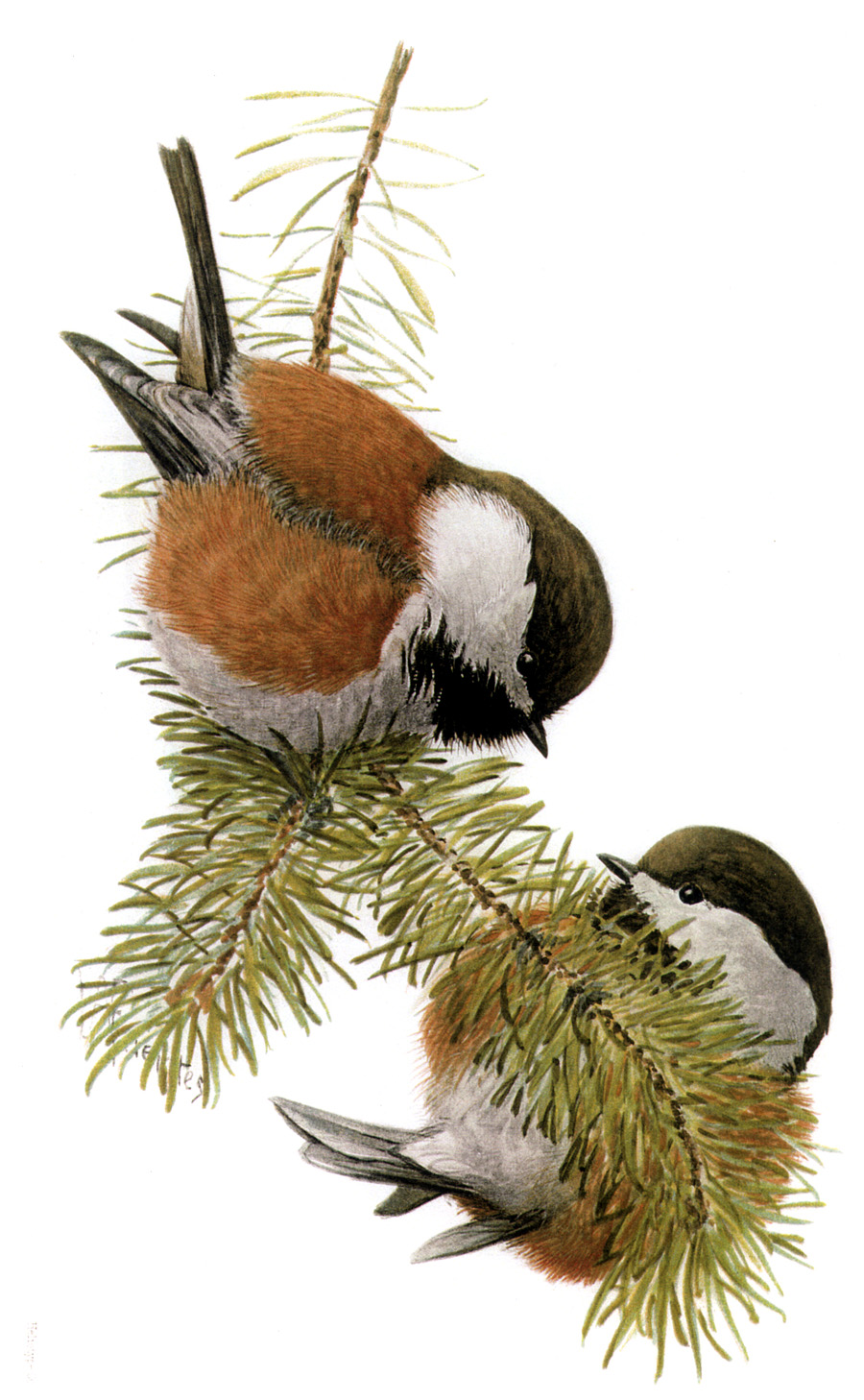
par de Poecile rufescens para Harriman Alaska Series (1904)

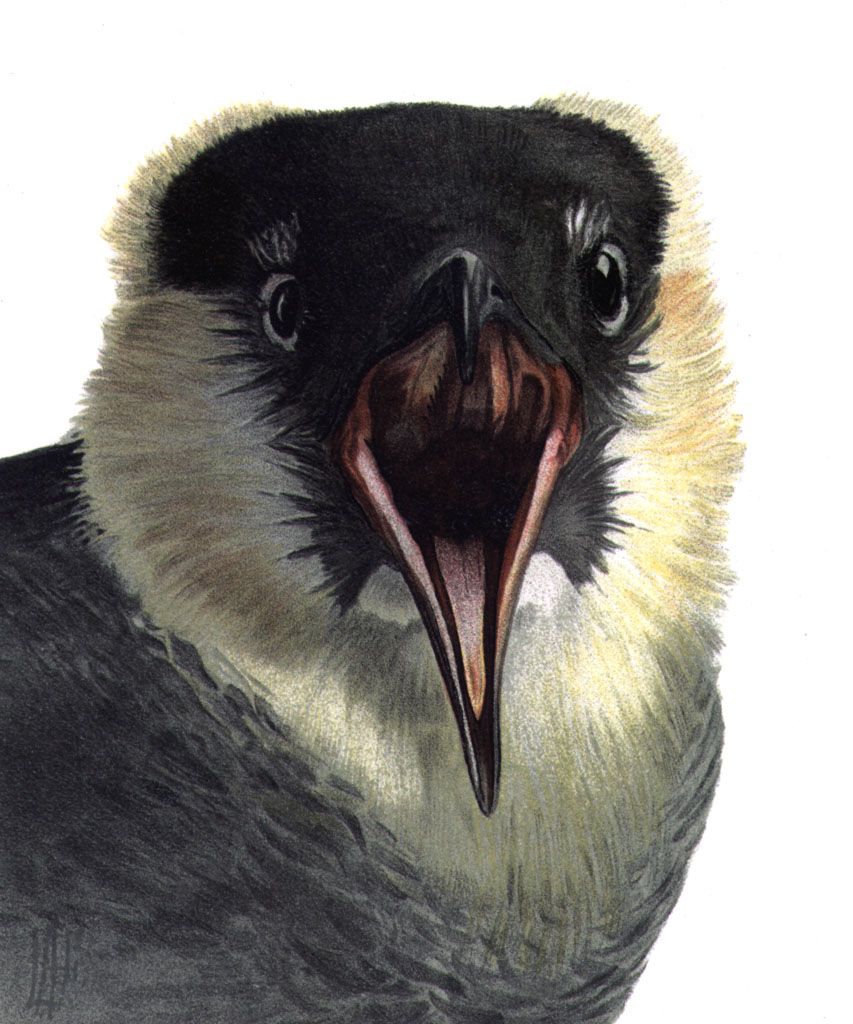
págalo pomarino para Harriman Alaska Series (1904)
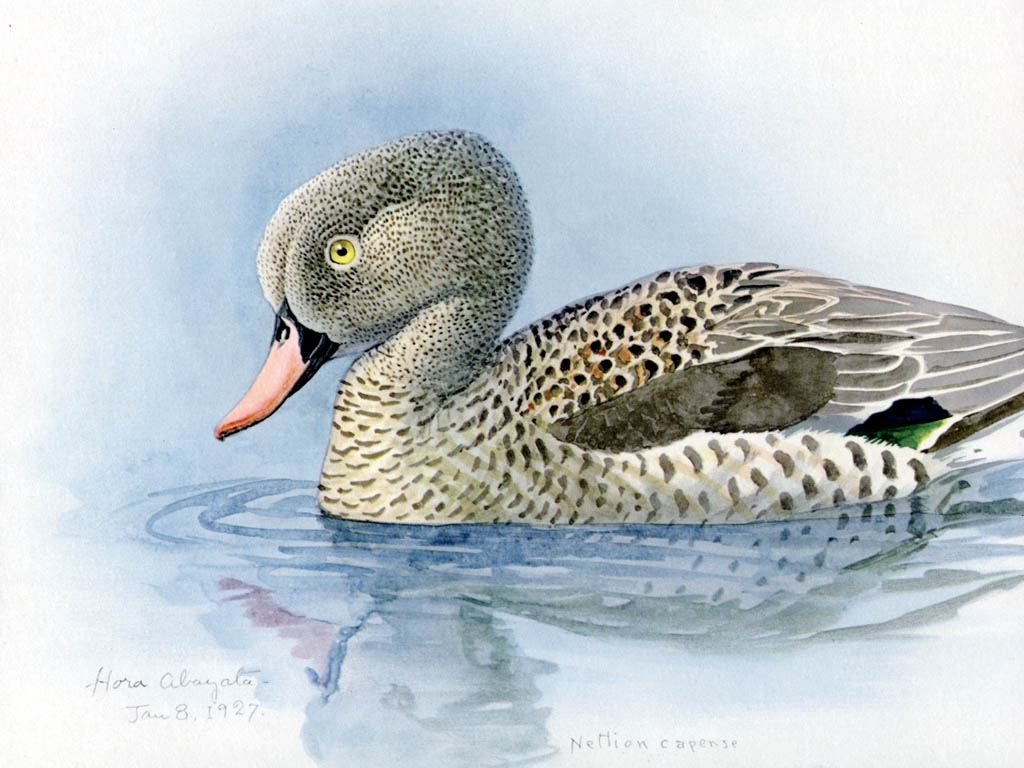
acuarela de una oca para Abyssinian Birds and Mammals
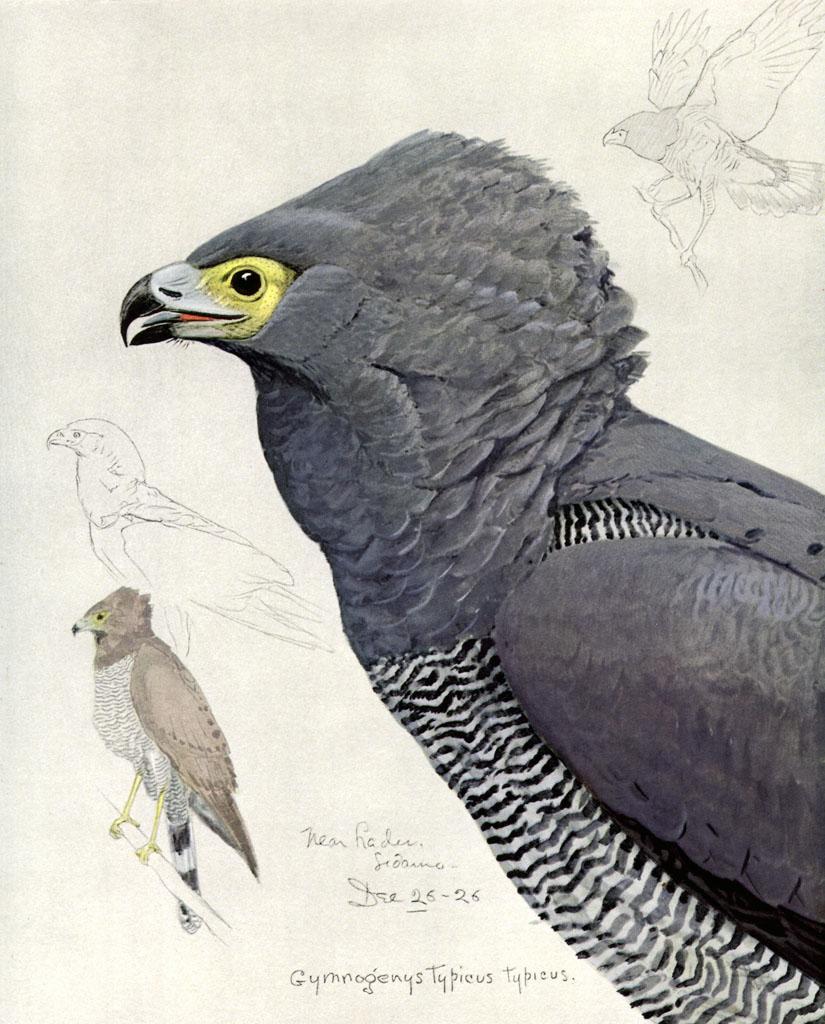
Acuarela de Aguilucho Africano para Abyssinian Birds and Mammals